# Каров (Мекленбург)
Каров (нем. Karow) — община в Германии, в земле Мекленбург-Передняя Померания.
Входит в состав района Пархим. Подчиняется управлению Плау ам Зее. Население составляет 873 человека (на 31 декабря 2006 года). Занимает площадь 38,53 км².